# David Rosing
David Peter Rafael Rosing (* 6. April 1906 in Kangaamiut; † 1989 in Maniitsoq) war ein grönländischer Landesrat.

## Leben
David Rosing war der Sohn des Jägers Karl Anton Rosing (1878–?) und seiner Frau Benigne Else Konkordia Sommer (1883–?). Über seinen Vater war er ein Enkel der Hebamme Karoline Rosing (1842–1901) und zudem der Neffe des Missionars Christian Rosing (1866–1944) und des Künstlers Peter Rosing (1871–1938). Am 28. Mai 1928 heiratete er in Maniitsoq Petra Agnete Louise Jakobine Willumsen (1911–?), Tochter des Jägers Vilhelm Josef Seth Willumsen und seiner Frau Hanne Rakel Laurentine Sommer. Er war wie sein Vater Jäger in Kangaamiut und wurde 1933 für eine Legislaturperiode in den südgrönländischen Landesrat gewählt. Sein Vater hatte seinen Wahlkreis bereits von 1917 bis 1927 sowie 1928 vertreten. Er starb 1989 im Alter von 83 Jahren in Maniitsoq.